# Практика на червената черта
Терминът „Подчертаване в червено“ е въведен в края на 1960 г. от Джон Макнайт, социолог и общностен активист.
Този термин се позовава на практиката на маркиране с червена линия на картата, за да се очертае зоната, където банките не биха инвестирали. По-късно терминът се прилага за дискриминация срещу определена група хора (обикновено от раса или пол), независимо от географското им положение. Най-често се дискриминират „черните“ квартали на САЩ.